# Алтарь отцов церкви
«Алтарь отцов церкви» — произведение тирольского живописца и резчика по дереву Михаэля Пахера.
Алтарь сразу привлекает к себе внимание — не только большим размером створок, но беспокойным напряжением цвета, странной многочисленностью воздействующих на зрителя средств, сложным многообразием форм. Алтарь производит неизгладимое, внушительное, торжественное впечатление. В основе его образного содержания, а также формального решения заложен принцип монументальности.
Своё название алтарь получил по изображениям на внутренней части створок. Внешняя же сторона состоит из восьми клейм с повествованием о жизни св. Вольфганга. Внешние клейма были отпилены во второй половине XIX в. Средняя часть была распилена на две половины ещё в 1812 г. для удобства транспортировки алтаря в Мюнхен из церкви августинцев в Нейштифте около Бриксена. Существует весьма основательное предположение о том, что заказал алтарь для церкви в Нейштифте пробст Леонард Пахер.
Иконографически оказывается странен и необъясним тот факт, что в алтаре св. Августин сидит по правую руку папы Григория, занимая место, принадлежащее по строго установленному иератическому порядку св. Иерониму, посвящённому в сан кардинала. В этом предпочтении, несомненно, проявилась воля донатора — настоятеля церкви богатейшего братства августинцев. Работа над алтарём была завершена в 1483 г. Талантливейший художник, Пахер испытал влияние творчества Андреа Мантеньи во время своего путешествия по Верхней Италии. Это соприкосновение с искусством итальянского Возрождения было особенно плодотворным, так как имело к тому уже подготовленную почву. Пахеру оказалась близка суровая героика образов Мантеньи. Пользуясь широкой славой, Пахер прожил почти всю жизнь в тирольском городе Брунеке.
«Алтарь отцов церкви» относится к самым значительным произведениям выдающегося мастера. На внутренних створках изображены вероучители христианства учёные-теологи, «отцы церкви» святые Иероним, Августин, Григорий и Амвросий — сидящими под готическими резными балдахинами, имея перед собой пюпитры с рукописями. Внизу у каждого находится его атрибут. Иероним представлен вместе со львом, у которого он, по легенде, вынул занозу. Скульптуры, украшающие его сиденье, изображают слева — Марию Магдалину и Иоанна Крестителя, справа — апостолов Филиппа и Иоанна Евангелиста. Ныне раздвоенная средняя часть состояла из двух фигур — св. Августина и св. Григория. У ног св. Августина стоит на коленях маленький ребёнок, который якобы намеревался ложкой вычерпать море, — в образно-духовном смысле он символизирует невозможность, тщету стараний Августина постичь величие и тайну св. Троицы. Папа Григорий протягивает руку императору Траяну, спасая его из адского пламени. Слева и справа скульптуры святых Симона, Павла и Варфоломея. На правой створке у ног св. Амвросия стоит колыбель с ребёнком, чья головка окружена нимбом, — намёк на избрание его епископом решающим криком ребёнка. На балдахине — статуи святых Маттиаса, Фомы, Катерины и Матфея.
Тип лица у всех персонажей пахеровского алтаря общий. Подчёркивается аскетизм, худощавость лиц, бледность, впалость щёк, сухая кожа, морщины и складки на лице. «Отцы церкви» показаны в момент внутреннего озарения, вдохновения, посещения их Богом — Духом святым в виде белого голубя. Это волнение души Пахер стремится выразить пластически через движение форм, сложное, разнонаправленное, спиралевидное, сопрягающееся с динамикой жеста и игрой складок. Пространство построено им по законам математической перспективы. Фигурка голубя, олицетворяющего Бога — Духа святого, написана с крайней иллюзорностью (она кажется летящей из реального пространства). При всём огромном внимании к поверхностям, орнаменту, деталям, несмотря на пестроту цветов — красного, фиолетового, чёрного, серого, зелёного, золотого, — композиция алтаря сохраняет своё внушительное единство и монументальность. Эта связь и объединённость достигнуты характером расположения персонажей, их как бы обращением друг к другу, их общей настроенностью и, что очень важно, точкой зрения на фигуры снизу, отчего они все вместе словно вырастают, господствуют над зрителем.
Как и большинство алтарей, разбираемое произведение Пахера располагалось в пространстве хора церкви на известной высоте.